# Astyanax longior
Astyanax longior är en fiskart som först beskrevs av Cope, 1878.  Astyanax longior ingår i släktet Astyanax och familjen Characidae. Inga underarter finns listade.